# Kidderminster
Kidderminster är en stad och civil parish i grevskapet Worcestershire i England. Staden är huvudort i distriktet Wyre Forest och ligger vid floden Stour, cirka 25 kilometer sydväst om centrala Birmingham samt cirka 22 kilometer norr om Worcester. Tätortsdelen (built-up area sub division) Kidderminster hade 55 530 invånare vid folkräkningen år 2011.